# Portfólio de investimentos
Portfólio de investimentos, em finanças, é um conjunto de ativos financeiros, pertencendo a pessoas físicas ou jurídicas, depois de um investimento. 

## Descrição
Investir em um portfólio de valores mobiliários é menos arriscado do que alocar capital em um único tipo de valores mobiliários (apenas ações ou apenas títulos) se diversificado adequadamente, no sentido de que deve haver uma correlação negativa entre ativos financeiros.
Embora as estatísticas já tenham descoberto a lei relativa há algum tempo, os principais estudos no campo financeiro são devidos aos ganhadores do Nobel Harry Markowitz, Merton Miller e William Sharpe (1990).
A criação de um portfólio é explicada pela necessidade de o investidor diversificar seus investimentos, de modo a reduzir ao máximo o risco de sofrer perdas devido à perda de um único título.
O portfólio de nomes é devido à extensão do significado original da palavra, que indica um contêiner de notas e documentos pessoais, imitando a palavra em inglês.